# Хватач (амерички фудбал)
Хватач (енгл. Wide receiver), скраћено WR је позиција у америчком фудбалу. Део је нападачке формације и налази се на крајњим бочним странама офанзивне линије. Хватачи су међу најбржим играчима на терену и њихов задатак је хватање лопте коју им упути квотербек.